# Metrioptera ambigua
Metrioptera ambigua är en insektsart som beskrevs av Pfau, H.K. 1986. Metrioptera ambigua ingår i släktet Metrioptera och familjen vårtbitare. Inga underarter finns listade i Catalogue of Life.